# Liste der Baudenkmale in Velpke
In der Liste der Baudenkmale in Velpke sind die Baudenkmale der niedersächsischen Gemeinde Velpke aufgelistet. Der Stand der Liste ist der 18. Januar 2021. Die Quelle der Baudenkmale ist der Denkmalatlas Niedersachsen.

## Allgemein
In den Spalten befinden sich folgende Informationen:
- Lage: die Adresse des Baudenkmales und die geographischen Koordinaten. Kartenansicht, um Koordinaten zu setzen. In der Kartenansicht sind Baudenkmale ohne Koordinaten mit einem roten Marker dargestellt und können in der Karte gesetzt werden. Baudenkmale ohne Bild sind mit einem blauen Marker gekennzeichnet, Baudenkmale mit Bild mit einem grünen Marker.
- Bezeichnung: Bezeichnung des Baudenkmales
- Beschreibung: die Beschreibung des Baudenkmales. Unter § 3 Abs. 2 NDSchG werden Einzeldenkmale und unter § 3 Abs. 3 NDSchG Gruppen baulicher Anlagen und deren Bestandteile ausgewiesen.
- ID: die Objekt-ID des Baudenkmales
- Bild: ein Bild des Baudenkmales, ggf. zusätzlich mit einem Link zu weiteren Fotos des Baudenkmals im Medienarchiv Wikimedia Commons. Wenn man auf das Kamerasymbol klickt, können Fotos zu Baudenkmalen aus dieser Liste hochgeladen werden:

## Velpke

### Gruppe: Kirchhof Velpke
Die Gruppe „Kirchhof Velpke“ hat die ID 32631689. Ortsbildwirksamer historischer Ortskern mit Pfarrkirche, dem Gelände des Kirchhofs, einem Pfarrhaus und der ehemaligen Dorfschule.

| Lage                                             | Bezeichnung        | Beschreibung | ID       | Bild |
| ------------------------------------------------ | ------------------ | --- | -------- | ---- |
| Marktplatz 52° 24′ 16″ N, 10° 56′ 4″ O           | St.-Andreas-Kirche | Vierjochiger spätgotischer Saalbau in Sandsteinmauerwerk mit eingezogenem polygonalem Chorschluss sowie einem im Kern romanischen Westturm. Langhaus und Chor mit werksteingefassten Spitzbogenfenstern, Glasfenster dem Perpendicular-Style angelehnt, Gebäudeecken durch Eckquaderungen mit teils Kalksteinen hervorgehoben. Ostteil und Chorpolygon aus dem 19. Jh. Westturm auf quadratischem Grundriss, Bruchsteinmauerwerk aus Sand- und Kalkstein. Im Glockengeschoss drei im Dreieck angeordnete rundbogige Schallarkaden, zur Ostseite ein eingelassenes Uhrenblatt. Schiefergedeckter Knickhelm mit östlicher Außenglocke. Portalzugänge von Ost und West. | 32681893 |      |
| Marktplatz 52° 24′ 17″ N, 10° 56′ 5″ O           | Kirchhof           | | 32681910 | BW   |
| Marktplatz 52° 24′ 17″ N, 10° 56′ 4″ O           | Grabsteine         | | 32692354 | BW   |
| Marktplatz 18 52° 24′ 17″ N, 10° 56′ 4″ O        | Pfarrhaus          | Zweigeschossiger Massivbau im verputzten Sandstein-Werksteinmauerwerk unter Halbwalmdach in Ziegelpfannendeckung. Zur Nordostseite achsenmittiger Zugang hinter vorgelagerter Sandstein-Freitreppe, siebenachsige Frontfassade, Gebäudeecken und Fenster in Werksteineinfassungen. | 32682024 | BW   |
| Marktplatz 18 52° 24′ 17″ N, 10° 56′ 4″ O        | Einfriedung        | Einfriedung des Pfarrhofes mit ca. 1,5 m hohen Mauer in Sandstein-Schichtmauerwerk mit nördlichen Toreinfahrt mit zwei Sandsteinpfeilern mit Prellsteinen und rundprofilierten Kapitellen. | 32693775 | BW   |
| Helmstedter Straße 2 52° 24′ 15″ N, 10° 56′ 3″ O | Schule             | Zweigeschossiger und traufständiger Massivbau aus Velpker Sandstein in Schichtmauerwerk unter Satteldach in Ziegelpfannendeckung. Südwestecke mit eingeschossigen Eingangsvorbau sowie einem kurzen, niedrigeren Anbau als Treppenhaus unter Walmdach. Achtachsige Frontfassade, Fenster mit Segmentbögen, rückwärtig Zugang zum Garten. | 32681844 | BW   |

### Gruppe: Marktplatz 10
Die Gruppe „Marktplatz 10“ hat die ID 32681987.

| Lage                                      | Bezeichnung  | Beschreibung | ID       | Bild |
| ----------------------------------------- | ------------ | --- | -------- | ---- |
| Marktplatz 10 52° 24′ 21″ N, 10° 56′ 0″ O | Stallscheune | Zweigeschossige Stallscheune unter Walmdach in Krempziegeldeckung mit Aufschieblingen als rückwärtiger Flügel der Hofanlage. EG massiv in Sandsteinmauerwerk, OG in Fachwerk mit Bruchsteinausfachung. Im EG Wirtschaftsöffnungen, im OG Ladeluken, Futterküche am Südgiebel. | 32682631 | BW   |
| Marktplatz 10 52° 24′ 20″ N, 10° 56′ 1″ O | Wohnhaus     | | 32681987 | BW   |
| Marktplatz 12 52° 24′ 20″ N, 10° 56′ 1″ O | Wohnhaus     | | 38593388 | BW   |

### Gruppe: Oebisfelder Straße 5
Die Gruppe „Oebisfelder Straße 5“ hat die ID 32631667. Hofanlage der Mitte des 19. Jh. mit qualitativem Wohnhaus, einem Wirtschaftsflügel sowie einer Hofeinfriedung, massiv errichtet im Velpker Sandstein.

| Lage                                              | Bezeichnung  | Beschreibung | ID       | Bild |
| ------------------------------------------------- | ------------ | --- | -------- | ---- |
| Oebisfelder Straße 5 52° 24′ 24″ N, 10° 56′ 9″ O  | Wohnhaus     | Zweigeschossiger verputzter Massivbau, wohl aus Bruchsteinmauerwerk, auf Sandsteinsockel unter Halbwalmdach in Ziegelpfannendeckung mit Aufschieblingen. Regelmäßige Fassadenausbildung mit sechs Fensterachsen, östliche Achse mit vergrößertem Abstand über ehemaligen Toreinfahrt. Leicht außermittiger doppelseitiger Zugang zur Hausdiele. | 32682097 | BW   |
| Oebisfelder Straße 5 52° 24′ 24″ N, 10° 56′ 9″ O  | Stallscheune | Langgezogener Sandsteinbau unter Satteldach. Giebelseite in Fachwerk, Längsseiten mit unregelmäßig angeordneten Wirtschaftsöffnungen mit Werksteineinfassungen. | 32682115 | BW   |
| Oebisfelder Straße 5 52° 24′ 23″ N, 10° 56′ 10″ O | Einfriedung  | Einfriedung der Hofanlage mit Mauer aus Sandstein-Schichtmauerwerk im wilden Verband mit Abdeckplatten sowie Hoftor aus zwei Sandsteinpfeilern mit flachen Aufsätzern sowie Kugeln als Prellsteine. Eine Verbindungsmauer zwischen Haus und Stallscheune.                                                                                       | 32691974 | BW   |

### Einzelbaudenkmale
| Lage                                               | Bezeichnung                   | Beschreibung | ID       | Bild           |
| -------------------------------------------------- | ----------------------------- | --- | -------- | -------------- |
| Marktplatz 5 52° 24′ 21″ N, 10° 56′ 4″ O           | Gaststätte                    | Zweigeschossiger verputzter Massivbau aus Sandsteinmauerwerk auf Kellersockel in Schichtmauerwerk unter Halbwalmdach in Ziegelpfannendeckung. Eckquaderungen, Gurtgesims sowie Laibungen in Werksteineinfassungen. Zur Südwestseite achsenmittiger Zugang, Fenster im EG mit Rundbögen, in den Ogs scheitrecht. | 32681928 | BW             |
| Marktplatz 6 52° 24′ 22″ N, 10° 56′ 0″ O           | Wohnhaus                      | Traufständiger, zweigeschossiger Sandsteinbau in Schichtenmauerwerk, teilweise verputzt, auf hohem Kellersockel unter Satteldach. Östliche Traufseite mit achsenmittigem Eingang sowie vorgelagerter zweiläufiger Freitreppe mit Hochpodest, sechsachsige Frontfassade, die nördlichen Fenster leicht versetzt und im EG gekuppelt (ehemals Durchfahrt). An Giebelseiten Fenster nur im DG. Hofseite mit unregelmäßig verteilten Fensterachsen und späteren Anbauten, ursprüngliche Durchfahrt zu erkennen. Eckquaderung, Fenster- und Türlaibungen sowie Torbögen in Werkstein. | 32681947 | BW             |
| Marktplatz 9 52° 24′ 19″ N, 10° 56′ 5″ O           | Wohnhaus                      | Zweigeschossiger, traufständiger und verputzter Massivbau aus Sandsteinmauerwerk auf Kellersockel in Schichtenmauerwerk unter Satteldach. Achsensymmetrische Frontfassade mit fünf Fensterachsen, mittig als Dreiergruppe gekuppelt, giebelseitig drei Fensterachsen sowie ein Fenster im Giebelfeld. Rückwärtiger Hauptzugang hinter niedriger zweiläufiger Freitreppe mit Hochpodest, in der nördlichsten der fünf Fensterachsen eine besonders verzierte Laibung. Sämtliche Fenster und Türen in Rundbogen mit Fugenschnitt sowie Werksteineinfassungen. | 32681966 | BW             |
| Marktplatz 9 52° 24′ 19″ N, 10° 56′ 5″ O           | Einfriedung                   | Straßenseitige Einfriedung mit einer Werkstein-Quadermauer aus Naturstein mit Abdeckplatten sowie Toreinfahrt mit Sandsteinpfeilern mit Prellsteinen und oberen Zeltabschluss. | 32693791 | BW             |
| Marktplatz 14 52° 24′ 19″ N, 10° 56′ 2″ O          | Wohnhaus                      | Eingeschossiger, traufständiger und hell verputzter Massivbau, wohl aus Sandsteinmauerwerk unter Halbwalmdach. mit dunkel abgesetzter Eckverquaderung, Tür- und Fensterlaibung aus Hartsandstein. Symmetrische siebenachsige Frontfassade mit mittigen Hauseingang mit Oberlicht sowie darüber geschwungenem Zwerchgiebel mit halbkreisförmigem Fenster. Auf Giebelseiten im DG zwei, im EG ein Fenster. Zwei Feuerstellen. | 32682004 | BW             |
| Marktplatz 14 52° 24′ 19″ N, 10° 56′ 2″ O          | Einfriedung                   | | 32692686 | BW             |
| Marktplatz 21 52° 24′ 15″ N, 10° 56′ 8″ O          | Wohn-/ Wirtschaftsgebäude     | Zweigeschossiges, giebelständig leicht zurückgesetztes Gebäude unter Halbwalmdach. Verputzes Mauerwerk, teils massiv in Sandstein-Bruchstein und teils in Fachwerk mit Bruchsteinausfachung, Giebelfelder in Sichtfachwerk gestaltet. Auf nördlicher Giebelseite Jahrestafel mit Datierung „1721“, Zugänge von Nord- und Ostseite. | 32682059 | BW             |
| Oebisfelder Straße 52° 24′ 26″ N, 10° 56′ 22″ O    | Steinmalgruppe (Kattensteine) | | 32682205 | BW             |
| Oebisfelder Straße 3 52° 24′ 23″ N, 10° 56′ 9″ O   | Wohnhaus                      | Zweigeschossiger, traufständiger und verputzter Massivbau aus Bruchsteinmauerwerk auf hohen teilverputzten Kellersockel unter Satteldach in Ziegelpfannendeckung. Symmetrische Frontfassade mit vier Fensterachsen, Rundbogenfenster sowie Eckquaderungen in Sandsteineinfassungen. Giebelseiten unregelmäßig aufgeteilt: Westgiebel ausmittige Achse, Giebelfeld mit zwei Fenstern, Ostgiebel in drei Achsen und im Giebelfeld zwei Fenstern aufgeteilt. Östlicher Eingang hinter Außenwindfang mit Treppe. | 32682078 | BW             |
| Oebisfelder Straße 9 52° 24′ 25″ N, 10° 56′ 12″ O  | Wohnhaus                      | Zweigeschossiger, traufständiger Sandsteinbau in Bruchsteinmauerwerk, teils verputzt, unter Halbwalmdach in Ziegelpfannendeckung. Zur Südostseite achsenmittiger Zugang hinter Freitreppe, symmetrisch proportionierte fünfachsige Trauffassade, Öffnungen und Eckquaderungen in Werkstein. Giebelseiten symmetrisch mit zwei Fensterachsen und einem Fenster im DG. Hofausgang mit späterem Windfang. Inschrift im Eingangssturz mit der Datierung „MDCCCLII“. | 32682132 | BW             |
| Oebisfelder Straße 25 52° 24′ 27″ N, 10° 56′ 25″ O | Kirche                        | Die Kirche Unbefleckte Empfängnis Mariä ist eine Saalkirche als verputzter Massivbau mit eingezogenem geraden Chorschluss sowie westlichen Dachreiter. Sockel in Naturstein-Werksteinquadern, Walmdächer in Ziegelpfannendeckung mit Aufschieblingen. Langhaus mit gekuppelten Fenstern mit in Naturstein gemauerten Zwischenpfeilern sowie Dreiecken als obere Abschlüsse. Gebäudeecken und Fassade durch Natursteinquader hervorgehoben, Strukturputz als Feldsteinimitatio. Westlich das Hauptportal mit Wappenstein hinter Freitreppe im turmartig vortretendem Mittelrisalit, über Fußwalm auf konsolartig vortretenden Risalitecken folgt der Dachreiter, unten verputzt mit Schlitzfenstern, Glockengeschoss komplett in Ziegelpfannenbehang mit unterer Auskehlung sowie rechteckigen Klangarkaden, Pyramidendach in Ziegelpfannendeckung und Wetterfahne. | 32681792 | Weitere Bilder |
| Oebisfelder Straße 36 52° 24′ 23″ N, 10° 56′ 44″ O | Villa                         | Zweigeschossiger, traufständiger verputzter Massivbau auf hohem Kellersockel in Bossenmauerwerk unter Mansarddach in Biberschwanzdeckung. Westseite mit fast achsenmittigen runden Treppenturm mit drei Fenstern und zweitem Hauseingang seitlich mit Treppe unter abgeschlepptem Vordach. Unregelmäßige Fensteranordnung, DG mit Fledermausgauben, an Giebelseiten mit Klappläden. Auf der Rückseite etwa mittig Zwerchgiebel, darunter eingeschossiger Fachwerkanbau mit vergrößerten Fensterfronten. | 32682168 | BW             |
| Vorsfelder Straße 2 52° 24′ 31″ N, 10° 56′ 2″ O    | Wohnhaus                      | Großer symmetrischer Sandsteinbau auf Straßenecke, zweigeschossig in Schichtenmauerwerk mit Eckverquaderung, auf hohem Sockel unter Halbwalmdach in Krempziegeldeckung. Frontfassade mit flachen Mittelrisalit mit vier Fensterachsen im OG, sowie zweiflügeliger Eingangstür mit Oberlicht hinter vorgelegten Blockstufen, flankiert von zwei Fenstern. Seitlich jeweils zwei Fensterachsen, das EG verändert, Fenstereinfassungen aus Werksteinen. Rückwärtig sechsachsige Fassade und mittlerer Hofausgang. Tür- und Fensterlaibungen sind architraviert, aus Hartsandstein wie auch Rundfenster im Zwerchgiebel. Zwei Feuerstellen. Westlich eingeschossiger Laden- und Wirtschaftsanbau unter Walmdach. | 32682132 | BW             |

## Wahrstedt

### Gruppe: Kirchhof Wahrstedt
Die Gruppe hat die ID 32631746. Ortsbildprägender historischer Ortskern mit im Kern gotischer Kirche, dem Gelände des Kirchhofes sowie einer Einfriedung.

| Lage                         | Bezeichnung      | Beschreibung | ID       | Bild |
| ---------------------------- | ---------------- | --- | -------- | ---- |
| 52° 24′ 44″ N, 10° 58′ 22″ O | St.-Petri-Kirche | Im Kern spätgotischer Saalbau aus Bruchsteinmauerwerk mit geradem Chorschluss und querrechtgesetztem Turmbau. Langhaus mit 1845 eingesetzten Spitzbogenfenstern, zur Nordseite Anbau mit Abschleppung sowie im Süden Eingangsvorbau unter Satteldach. Westturm im geschlämmten Bruchsteinmauerwerk mit Eckquaderung, im Glockengeschoss gekuppelte Schallarkaden mit Sandsteineinfassung, zur Nordseite mit Turmuhr, Dachgesims in Sandstein. Schiefergedecktes Walmdach, achsenmittig blechkupferner Dachreiter mit Laterne und polygonalem Spitzhelm. Chor mit Kreuzrippen gewölbt, restlicher Innenraum flachgedeckt. Barockes Altarretabel mit Triptychon und Schnitzfiguren, außen und innen mehrere Grabtafeln. | 32682261 |      |
| 52° 24′ 44″ N, 10° 58′ 22″ O | Kirchhof         | Kirchhof der St. Petri Kirche als Grünfläche einer Anhöhe mit Baumbestand und Gefallenendenkmal. | 32682277 | BW   |
| 52° 24′ 45″ N, 10° 58′ 22″ O | Einfriedung      | Einfriedung des Kirchhofes mit ca. 1,5 m hohen Bruchsteinmauer mit Naturstein-Abdeckplatten auf den Mauerkronen. | 32692010 | BW   |

### Gruppe: Gut Büstedt
Die Gruppe hat die ID 32631746.

| Lage                                  | Bezeichnung        | Beschreibung | ID       | Bild |
| ------------------------------------- | ------------------ | --- | -------- | ---- |
| Büstedt 1 52° 25′ 15″ N, 10° 59′ 5″ O | Wirtschaftsgebäude | Straßenseitiger, langgestreckter Stallflügel des Gut Büstedt aus Sandstein-Bruchsteinmauerwerk, mit Einfriedung baulich verbunden, unter Sattel- und Halbwalmdach in Krempziegeldeckung. Fenster und Wirtschaftsöffnungen mit Segmentbögen und Ziegeleinfassungen, zur Hofseite mehrere in Ziegelstein gemauerte Ladeerker. | 32682311 |      |
| Büstedt 1 52° 25′ 12″ N, 10° 59′ 4″ O | Einfriedung        | Ca. 2 m hohe Sandsteinmauer im lagigen Schichtmauerwerk. Nördlich repräsentatives Tor mit Pfeilern im Fugenschnitt, auskragenden Aufsätzen sowie großen vollplastischen Urnenaufsätzen. | 32682294 | BW   |
| Büstedt 1 52° 25′ 15″ N, 10° 59′ 3″ O | Wohnhaus           | Zweigeschossiger verputzter Massivbau auf rechteckigem Grundriss mit Kellersockel unter steilem abknickenden Walmdach in Ziegelpfannendeckung. Siebenachsige Frontfassade mit achsenmittigen Zugang, darüber ein Wappenstein "Martin von Berghauers" mit der Datierung „1740“. Fenster sowie Zugänge in Werksteineinfassungen, Langseiten sowie fünfachsige Schmalseiten jeweils mit achsenmittigen Frontispitz mit Oculus. Im Inneren herrschaftliche Diele mit Wandmalereien und dreiläufiger barocker Treppe. Wohnräume zum Großteil original erhalten mit Ergänzungen des 19. Jh. Historische Fenster aus verschiedenen Epochen. Kellergewölbe stammen vermutlich vom Vorgängerbau. | 32682328 | BW   |

### Einzelbaudenkmale
| Lage                                             | Bezeichnung               | Beschreibung | ID       | Bild |
| ------------------------------------------------ | ------------------------- | --- | -------- | ---- |
| Stendaler Straße 23 52° 24′ 43″ N, 10° 58′ 15″ O | Wohn-/ Wirtschaftsgebäude | Zweigeschossiger, traufständiger Fachwerkbau in Stockwerksbauweise auf Sandsteinsockel unter Halbwalmdach in Ziegelpfannendeckung. Östliche Hälfte als Wohnteil, Hauseingang durch zweiflügelige, zeitgenössische Tür mit Oberlicht und vorgelegter Blockstufe, darüber Fenster, seitlich zwei Fensterachsen. Westlich vorkragendes Wirtschaftsteil mit abgeschlepptem Dach, Gebäudemittig traufhohes Dielentor, anschließend Stalltür und zugesetztes Stallfenster. Fachwerkgefüge mit zweifeldigen Streben sowie verputzter Ausfachung. | 32682380 | BW   |
| Stendaler Straße 31 52° 24′ 45″ N, 10° 58′ 20″ O | Wohnhaus                  | Zweigeschossiges, giebelständiges Fachwerkhaus auf Sandsteinsockel unter Halbwalmdach in Krempziegeldeckung mit Aufschieblingen. Ursprüngliche Ausfachung wohl mit Lehmstakung, tw. ersetzt mit Sandstein-Bruchstein. Hauseingang zur östlichen Traufseite hinter Blockstufe, alle Fenster bis auf eines dort zugesetzt. Südliches und westliches OG sowie Giebelfeld in vertikalem Bohlenbehang. | 32682399 | BW   |
| Stendaler Straße 32 52° 24′ 44″ N, 10° 58′ 20″ O | Wohnhaus                  | Zweigeschossiger Fachwerkbau auf niveauausgleichendem Bruchsteinsockel unter Halbwalmdach in Ziegelpfannendeckung mit Aufschieblingen. Symmetrisches Fachwerkgefüge mit zweifeldigen Streben sowie einfacher Verriegelung, straßenseitig in Ziegelsichtausfachung, rückwärtig verputzt. Zur Nordseite achsenmittiger Hauptzugang hinter moderner Treppe mit Vordach. Südseite mit Austritt und vorgelegten Stufen im Westteil. Fenstergefüge unregelmäßig und verändert.                                                                  | 2682419  | BW   |
| Kreisstraße K61 52° 25′ 21″ N, 10° 59′ 10″ O     | Grenzstein                | | 32682455 | BW   |

## Meinkot

### Gruppe: Am Friedhof 1/1a
Die Gruppe hat die ID 32631702. Hofanlage mit Wohn- und Wirtschaftsgebäuden in Fachwerkbauweise aus der Mitte des 19. Jh.

| Lage                                          | Bezeichnung | Beschreibung | ID       | Bild |
| --------------------------------------------- | ----------- | --- | -------- | ---- |
| Am Friedhof 1/1a 52° 23′ 44″ N, 10° 57′ 40″ O | Wohnhaus    | Zweigeschossiges, traufständiges Fachwerkhaus auf Sandstein-Kellersockel unter Halbwalmdach. Symmetrisches Fachwerkgefüge mit zweifeldigen Streben und einer Ziegelausfachung, hofseitig leicht außermittiger Hauptzugang, dort zweiflügelige zeitgenössische Haustür mit Oberlicht hinter moderner Treppe mit Verdachung. Zweiter Eingang mit einflügeliger Haustür und Oberlicht im Westteil. Westliche Giebelseite vollständig in Ziegelpfannenbehang, östlich nur das Giebelfeld. | 32681596 | BW   |
| Am Friedhof 1/1a 52° 23′ 44″ N, 10° 57′ 40″ O | Scheune     | Langgestreckte Fachwerkscheune unter Halbwalmdach. Symmetrisches Fachwerkgefüge mit zweifeldigen Streben und zweifacher Verriegelung, Ausfachung mit Sandsteinmauerwerk. Hofseitig zwei traufhohe Einfahrten mit zweiflügeligen Holztoren. Giebeltrapez in Ziegelpfannenbehang. | 32682614 | BW   |

### Gruppe: Wiesengrund 2
Die Gruppe hat die ID 2631734.

| Lage                                           | Bezeichnung               | Beschreibung | ID       | Bild |
| ---------------------------------------------- | ------------------------- | --- | -------- | ---- |
| Wiesengrund 2 / 3 52° 23′ 44″ N, 10° 57′ 40″ O | Wohn-/ Wirtschaftsgebäude | | 32681474 | BW   |
| Wiesengrund 2 / 3 52° 23′ 47″ N, 10° 57′ 49″ O | Scheune                   | Eingeschossiger länglicher Sandsteinquaderbau unter Satteldach in Hohlpfannendeckung. Gebäudeecken durch Quaderung hervorgehoben, Giebeldreieck in Fachwerk mit Bruchsteinausfachung. | 32681525 | BW   |
| Wiesengrund 2 / 3 52° 23′ 46″ N, 10° 57′ 49″ O | Wohnhaus                  | Zweigeschossiger, traufständiger Fachwerkbau auf Bruchsteinsockel unter Halbwalmdach in Ziegelpfannendeckung. Vierachsiger Wohnteil mit leicht außermittigen nördlichen Zugang, Wirtschaftsteil mit beidseitig vorkragendem Dachüberstand sowie außermittiger Toreinfahrt und Stalltüren. Symmetrische Fachwerkgefüge mit Ziegelsichtausfachung nördlich am Wohnteil, Wirtschaftsteil mit verputzten Gefachen. Südseite vollständig mit verputzten Ausfachungen, Wirtschaftsteil teilunterkellert und zu Wohnzwecken ausgebaut. | 32681775 | BW   |
| Wiesengrund 2 / 3 52° 23′ 46″ N, 10° 57′ 48″ O | Stall                     | Kleiner eingeschossiger Bruchsteinbau auf quadratischen Grundriss. Nördlich später angefügter Rohziegelanbau unter flachem Pultdach als Garage. Ursprünglich mit Satteldach in Hohlpfannendeckung. Jahrestafel am Eingangstor mit: „H.Schmidt./D. Benzen./1822“ | 32682597 | BW   |
| Wiesengrund 2 / 3 52° 23′ 46″ N, 10° 57′ 48″ O | Stall                     | | 32681423 | BW   |

### Einzelbaudenkmale
| Lage                                     | Bezeichnung | Beschreibung | ID       | Bild |
| ---------------------------------------- | ----------- | --- | -------- | ---- |
| Kirchstraße 52° 23′ 47″ N, 10° 57′ 46″ O | Kapelle     | Kleiner rechteckiger Saalbau in Bruchsteinmauerwerk auf Werksteinsockel unter Walmdach in Ziegelpfannendeckung mit Dachreiter. Südlicher Zugang über werksteingefasstes Portal, darüber Jahrestafel mit Datierung „1810“. Segmentbogenfenster und Eckquaderungen in Sandstein-Werksteinen. Schiefergedeckter Dachreiter mit eingelassenen Uhrenblättern sowie segmentbögigen Schallarkaden, ausgekehlten Pyramidendach. | 32681647 |      |
| Am Friedhof 52° 23′ 44″ N, 10° 57′ 37″ O | Einfriedung | Sandsteineinfriedung aus vorgefertigten Systemteilen in Trockenbauweise. In regelmäßigen Achsabständen profilierte Pfeiler mit zwei Nuten zur Aufnahme von relativ dünnwandig gebrochenen großen Sandsteinplatten. Eckausbildung entsprechend mit Führungsnuten über Eck. Keine Vermörtelung. Holzlattentor mit starken Torpfeilern.                                                                                    | 32681576 | BW   |